# Vireši socken
Vireši socken (lettiska: Virešu pagasts) är ett administrativt område i Ape kommun i Lettland.